# XDCC
XDCC (Xabi DCC or eXtended DCC) était à l'origine un script écrit en 1994 pour ircII par Xabi. Ce script est une extension des commandes ircII DCC de base.
Désormais, XDCC désigne en général tout procédé de partage de fichier via un Robot IRC, (communément appelé bot IRC). Les bots XDCC proposent un ou plusieurs fichiers, généralement volumineux, à télécharger en utilisant le protocole DCC. XDCC est employé pour diffuser aussi bien du contenu illégal, tel que des distributions warez de logiciels, musique, ou films, que du contenu à des fins légales.
Ces derniers temps, XDCC voit sa popularité grandir rapidement aux dépens d'anciennes voies du piratage telles que les newsgroups ou le fserve. À la différence des transferts Peer-to-peer, les serveurs XDCC sont très couramment hébergés par des connexions à très haute bande-passante montante, excédant parfois les 100 Mbit/s. Par ailleurs, des serveurs FTP auxiliaires tournent souvent en parallèle aux serveurs XDCC pour faciliter le téléchargement du contenu à héberger. Il arrive que des serveurs XDCC intrusifs soient installés sur des ordinateurs hackés.
Pour utiliser XDCC, l'internaute envoie un message privé (requête) ou une commande CTCP à un bot depuis un client IRC. L'utilisateur peut demander au bot de quels fichiers il dispose en lui envoyant le message privé "xdcc list". Cependant, cette fonctionnalité est souvent désactivée pour ne pas trop attirer l'attention sur le type de fichiers hébergés. Si un utilisateur veut télécharger un fichier (ou un paquet, dans le jargon) depuis un bot, il tapera dans la console, à son attention, quelque chose comme "xdcc send #<pack number>". Deux cas de figures sont alors envisageables : soit le bot débute directement l'envoi du paquet, soit il place l'utilisateur dans une file d'attente, le forçant ainsi à patienter.

## Commandes XDCC usuelles
Sauf mention contraire, la plupart des commandes suivantes peuvent être envoyées via "ctcp" à la place de "msg". Certains serveurs désactivent les commandes "msg".
- /msg <botname> xdcc send #<pack number> - Demande l'envoi du paquet numéroté <pack number> au bot nommé <botname>.
- /msg <botname> xdcc list  - Demande l'affichage de la liste des paquets proposés par le bot.
- /msg <botname> xdcc send -1 - Demande l'envoi du fichier .txt contenant la liste des paquets proposés par le bot.
- /msg <botname> xdcc remove - Annule le téléchargement de tous les fichiers en attente d'envoi demandés par l'utilisateur. (Cette commande n'est valide qu'avec "msg".)
- /msg <botname> xdcc remove #<queue number> - Annule le téléchargement de fichier à la position spécifiée dans la file d'attente. (Cette commande n'est valide qu'avec "msg".)
- /msg <botname> xdcc info #<pack number> - Demande des informations sur le paquet spécifié.